# Robert Dudley (explorador)
Sir Robert Dudley (7 de agosto de 1574 – 6 de setembro de 1649) foi um explorador e cartógrafo inglês. Em 1594, liderou uma expedição às Índias Ocidentais, sobre a qual escreveu um relato. Filho ilegítimo de Robert Dudley, 1.º Conde de Leicester, herdou a maior parte da propriedade de seu pai conforme o testamento, incluindo o Castelo de Kenilworth. Entre 1603 e 1605, tentou sem sucesso estabelecer sua legitimidade na justiça. Depois disso, deixou a Inglaterra para sempre, encontrando uma nova vida a serviço dos grão-duques da Toscana. Lá, atuou como engenheiro e construtor naval, e projetou e publicou a obra Dell'Arcano del Mare (1645–1646), o primeiro atlas marítimo a cobrir o mundo inteiro. Também era um habilidoso navegador e matemático. Na Itália, adotou os títulos de "Conde de Warwick e Leicester", bem como "Duque de Northumberland", reconhecido pelo imperador Fernando II.

## Primeiros anos
Robert Dudley era filho de Robert Dudley, 1.º Conde de Leicester e de sua amante Douglas Sheffield, filha de William Howard, 1.º Barão Howard de Effingham. Cresceu nas casas de seu pai e dos amigos dele, mas podia ver a mãe sempre que ela desejava. Sua mãe casou-se com Sir Edward Stafford em novembro de 1579 e depois partiu para Paris. Leicester tinha afeição por seu filho e frequentemente fazia viagens para visitá-lo. Dudley recebeu excelente educação e foi matriculado na Christ Church, Oxford em 1587 com o status de filius comitis ("filho do conde"). Lá, seu mentor foi Thomas Chaloner, que também se tornou seu amigo próximo. Em 1588, quando a Armada Espanhola ameaçou a Inglaterra, o jovem Robert, de 14 anos, juntou-se ao pai no Acampamento de Tilbury, mas em 4 de setembro, o conde de Leicester faleceu. Seu testamento deixou a Dudley uma grande herança, incluindo o Castelo de Kenilworth, e com a morte do tio, Ambrose Dudley, 3.º Conde de Warwick, os senhorios de Denbigh e Chirk.

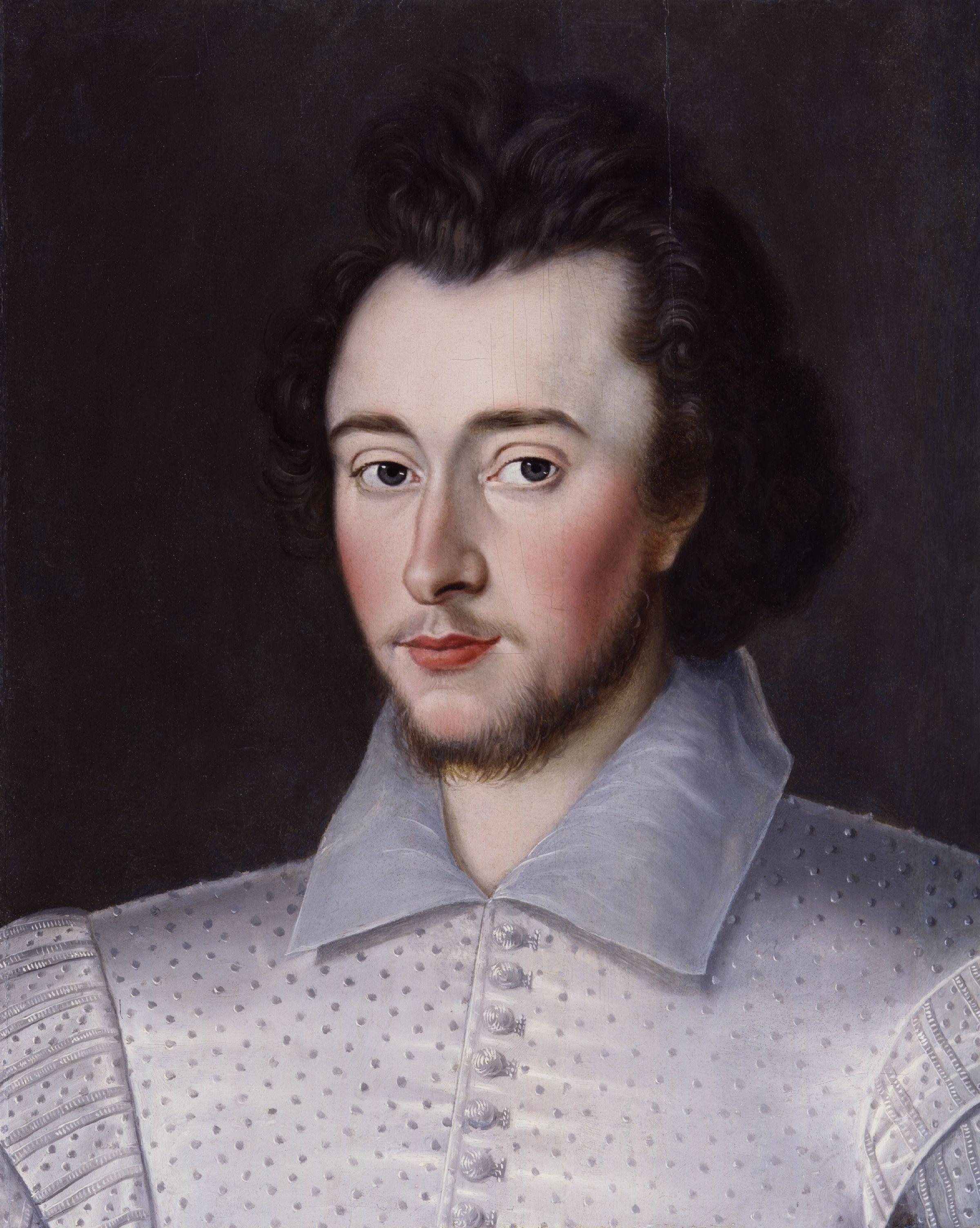
Provável retrato de Robert Dudley, c. 1591

(...)

## Dell'Arcano del Mare

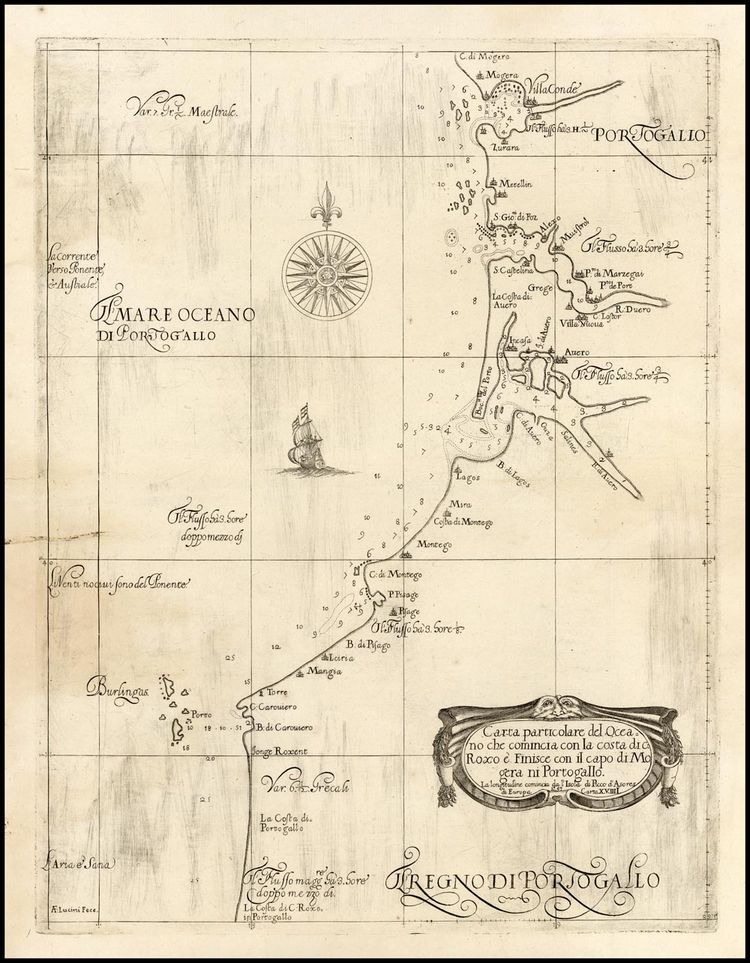
Carta náutica de Portugal, Dell'Arcano del Mare

A mais importante das obras de Dudley foi o Dell'Arcano del Mare (O Segredo do Mar). Inclui um tratado abrangente sobre navegação e construção naval, e tornou-se célebre como o primeiro atlas de cartas marítimas do mundo. O Dell'Arcano del Mare é composto por seis volumes conhecidos que demonstram o conhecimento de Dudley sobre navegação, construção naval e astronomia, e contém 130 mapas originais — todos de autoria própria, o que era incomum na época. Publicado originalmente em Florença em 1646 em italiano, representa uma coletânea de todo o conhecimento náutico da época. O atlas também inclui uma proposta para a construção de uma frota com cinco tipos (tamanhos) de navios, desenhados e descritos por Dudley. O Dell'Arcano del Mare foi reimpresso em Florença em 1661, sem as cartas da edição original. Uma de suas características distintivas é o uso precoce da projeção de Mercator.